# Антипапа Јован XXIII
Јован XXIII (лат. Ioannes XXIII) са грађанским именом Балдазаре Коза (Baldasare Cossa) (* око 1370, Прочида, Италија -† Фиренца 22. децембар 1419) је био антипапа.
Изабран је за папу на сабору у Пизи (иако је постојао римски папа Гргур XII, и његов авињонски противник Бенедикт XIII), у жељи да се постигне црквено јединство. Папа је био од 1410. до 1415. Осудио је на смрт Јана Хуса. На инсистирање цара Сигисмунда I 1414, сазвао је општи црквени сабор (концил) у Констанци 1415, који га је лишио папског звања (због убиства, прељубе и симоније (куповина папске дужности и других дела) и осудио га. Затворен је у дворац Хаузен код Манхајма, а затим у Хајделберг. Из притвора је пуштен 1418, а 23. јула 1419. долази у Фиренцу пред папу Мартина V и признаје га за законитог римског папу. 
Претпоставља се да је убио свог претходника Александра V.
После њега следећих 500 година није било папе који се звао Јован, вероватно због његове контроверзне улоге као папе. Када је кардинал Анђело Ронкали (Angelo Roncalli) 28. октобра 1958. приликом свог избора објавио да ће узети име Јован XXIII, постало је јасно да Римокатоличка црква не признаје антипапу Јована XXIII, законитим римским папом.